# Laura Gómez
Laura Gómez (Nova Jérsei, 1979) é uma atriz, palestrante, escritora e cineasta norte-americana, conhecida pela participação na série Orange Is the New Black.